# Reşit Pascià
Mektubîzade M. Reşit Ronabar Pascià, comunemente noto come Reşit Ronabar o Reşit Pascià (Damasco, 1868 – 1924), è stato un politico ottomano, che servì come governatore nei Balcani, a Edirne, Kastamonu, Ankara, Sivas e in diverse altre località del Mediterraneo.
Fu anche deputato nel secondo Parlamento ottomano (1916) e svolse un ruolo importante come politico durante gli anni di fondazione della Repubblica di Turchia.